# 那須七騎
那須七騎（日语：／ Nasushichiki）是以下野國那須氏為中心的武家連合組織。別稱那須七黨。

## 概要
主家為那須氏，其他則是一族的蘆野氏、伊王野氏、千本氏、福原氏、以及重臣大關氏、大田原氏，合共7家。主要是在室町時代至日本戰國時代期間活躍。各自有非常強的獨立性，亦經常背離主家那須氏。
在江戶時代，則轉變為那須眾並仕於德川幕府。